# 豬豬人
豬豬人（英語：Spider-Ham），本名為彼得·豬客（Peter Porker），是漫威漫畫中的虛構超級英雄角色，由作家湯姆·德法爾科和馬克·阿姆斯特朗創作。豬豬人首次於《漫威童話：神奇的「豬豬人」彼得·豬客》#1中登場。

## 人物
在漫威多元宇宙的8311號宇宙中，彼得·本傑明·豬客（Peter Benjamin Porker）是一隻居住在梅·豬客（May Porker）的地下實驗室的蜘蛛。梅是一位有點愚蠢的科學家，她發明了世界上第一台“原子動力吹風機”，但梅因為受到實驗的影響而突然咬了一下彼得，使彼得的身體變成與梅一樣的人形豬，而且保留了身為蜘蛛時擁有的能力，之後彼得成為一位自稱「豬豬人」的超級英雄。

## 其他媒體

### 電視
- 《終極蜘蛛俠》：由班傑明·迪金（英语：Benjamin Diskin）配音[1]。

### 電影
- 蜘蛛宇宙系列：由约翰·穆拉尼配音
  - 《蜘蛛人：新宇宙》（2018）[2]
  - 《豬豬人：受困火腿中》（2019）：動畫短片。

### 遊戲
- 《蜘蛛人：暗影之網（英语：Spider-Man: Web of Shadows）》
- 《蜘蛛人：破碎次元（英语：Spider-Man: Shattered Dimensions）》，由克里斯·艾格利（英语：Chris Edgerly）配音。
- 《漫威對卡普空3：兩個世界的命運（英语：Marvel vs. Capcom 3: Fate of Two Worlds）》
- 《漫威超級英雄戰隊Online（英语：Marvel Super Hero Squad Online）》
- 《蜘蛛人：時間裂痕（英语：Spider-Man: Edge of Time）》
- 《漫威英雄 Online》
- 《蜘蛛人：飛越無限（英语：Spider-Man Unlimited (video game)）》
- 《漫威復仇者學院（英语：Marvel Avengers Academy）》
- 《樂高漫威超級英雄2（英语：Lego Marvel Super Heroes 2）》[3]
- 《漫威超級爭霸戰（英语：Marvel Contest of Champions）》

## 外部連結
- Spider-Ham （页面存档备份，存于） 漫畫書數據庫
- Spider-Ham （页面存档备份，存于） 超級英雄數據庫